# Гаврино (городской округ Шаховская)
Гаврино — деревня в городском округе Шаховская Московской области России.

## Название
Прежнее название — деревня Гаврина.

## География
Расположена в северной части округа, на автодороге «Балтия» М9, примерно в 1,5 км к северу от районного центра — посёлка городского типа Шаховская. Соседние населённые пункты — деревни Судислово, Шестаково и Павловское. Рядом протекает впадающая в Лобь река Кизель.
Имеются 2 улицы: Журавлиная и Молодёжная.

## История
В 1769 году Гаврина — деревня Рахова стана Волоколамского уезда Московской губернии, принадлежала Коллегии экономии (ранее — Иосифову монастырю). В деревне 22 двора и 68 душ.
В середине XIX века деревня Гаврино относилась ко 2-му стану Волоколамского уезда и принадлежала Департаменту государственных имуществ. В деревне было 15 дворов, 63 души мужского пола и 63 души женского.
В «Списке населённых мест» 1862 года — казённая деревня 1-го стана Волоколамского уезда Московской губернии по правую сторону Московского тракта, шедшего от границы Зубцовского уезда на город Волоколамск, в 20 верстах от уездного города, при колодце, с 19 дворами и 127 жителями (62 мужчины, 65 женщин).
До 1924 года входила в состав Муриковской волости. Постановлением президиума Моссовета от 24 марта 1924 года Муриковская волость была включена в состав Судисловской волости.
По материалам Всесоюзной переписи населения 1926 года — деревня Судисловского сельсовета, в ней проживал 191 человек (78 мужчин, 113 женщин), насчитывалось 34 крестьянских хозяйства.
С 1929 года — населённый пункт в составе Шаховского района Московской области.
1994—2006 гг. — деревня Судисловского сельского округа Шаховского района.
2006—2015 гг. — деревня городского поселения Шаховская Шаховского района.
2015 г. — н. в. — деревня городского округа Шаховская Московской области.

## Население
| 1859 | 1926 | 2002 | 2006 | 2010 |
| ---- | ---- | ---- | ---- | ---- |
| 127  | ↗191 | ↘23  | ↗29  | ↗49  |

## Инфраструктура
Личное подсобное хозяйство с зоной сельскохозяйственного использования, индивидуальная застройка усадебного типа. В 1913 году — 29 дворов.

## Транспорт
Деревня доступна автотранспортом.